# Як-14
Як-14 — советский десантный планёр конструкции А. С. Яковлева, рассчитан на перевозку 35 десантников.
Яковлев 14 модель выпускался на заводах в Оренбурге, Ростове-на-Дону, Долгопрудном с 1948 году, всего было построено 413 экземпляров.

## История
После окончания Второй мировой войны в развитии воздушно-десантных войск в Союзе ССР с целью повышения их эффективности начались работы по созданию транспортных планеров для транспортировки вооружения, военной техники и солдат. Среди заказанных проектов был средний транспортный планер, разработка и строительство которого были поручены команде во главе с Александром Сергеевичем Яковлевым.
Разработанный Яковлевым планер получил обозначение Як-14 и был построен в 1948 году. В 1949 году он был официально продемонстрирован на праздникe советской авиации, а затем запущен в серийное производство. Было построено 413 планеров этого типа.
Планер Як-14 после начала серийного производства вошел в использование десантных подразделений Советской Армии ВС Союза ССР. В этих единицах он использовался для перевозки оборудования, например, 76-мм орудий с автомобилем ГАЗ-67Б или самоходного орудия АСУ-57. Планер Як-14 буксировался самолётами Ил-12Д. Планеры использовались в десантных частях до конца 1950-х годов, когда их начали заменять самолёты Ан-12, вертолёты Ми-4 и Ми-6.
В марте 1954 года эти планеры использовались для доставки оборудования (включая бульдозеры) на арктическую исследовательскую станцию «Северный полюс — 4» (СП-4), расположенную на льдине недалеко от Северного полюса. Бульдозер доставили на мыс Шмидта четырьмя самолётами в разобранном виде. Перелёт был осуществлен из Москвы и занял 109 часов. Доставить бульдозер на станцию СП-4 было решено одним планером, но при этом пошли на нарушения, так как вес на 700 кг был больше грузоподъемности Як-14. В другие планеры загрузили двигатели с электрогенераторами, буровой станок и РЛС системы посадки. Через 4 часа 40 минут планеры произвели посадку на ледовом аэродроме, а буксировщики после отцепки вернулись на остров Врангеля. Это единственный случай использования планеров для транспортировки в Арктике.
Несколько планеров Як-14 получилa чехословацaя авиация где они получили обозначение NK-14. Как и в СССР, они использовались до конца 1950-х годов.
В середине 1950-х годов эра десантных планеров закончилась. На смену им пришли тяжёлые транспортные самолёты и вертолёты. Такие преимущества планеров, как бесшумность полётов и дешевизна изготовления не смогли перевесить недостатки, такие как одноразовость применения и ограничения по выбору места посадки, по сравнению с вновь созданными транспортными средствами.

## Производство
| Заводы \ годы                | 1948 | 1949 | 1950 | 1951 | 1952 | Всего |
| ---------------------------- | ---- | ---- | ---- | ---- | ---- | ----- |
| Завод № 47 (Оренбург)        | —    | —    | 13   | 79   | 60   | 152   |
| Завод № 168 (Ростов-на-Дону) | —    | 5    | 176  | 80   | —    | 261   |
| Завод № 464 (Долгопрудный)   | 3    | 1    | —    | —    | —    | 4     |

## Конструкция
Машина представляет собой моноплан с высоко расположенным крылом, с подкосным креплением. Основной конструкционный материал — стапельные хромансилевые трубы, листовой дюралюминий и полотно.
Фюзеляж — состоял из трёх частей: передней, средней и хвостовой и имел прямоугольное сечение. Каркас фюзеляжа сварная пространственная ферма из хромансилевых труб. Средняя часть — грузовой отсек. Поперечную жёсткость грузового отсека обеспечивали шесть рам, к которым крепились крыло, подкосы и шасси. Продольный силовой набор — дюралюминиевые стрингера, которые накладывались на каркас. К стрингерам приклеивалась полотняная обшивка. Грузовой отсек имел двери на каждом борту. Двери могли открываться в полёте, для возможности покиданная планера десантниками.
Носовая и хвостовая части фюзеляжа крепились к каркасу на шарнирах и могли откидываться: носовая в правую сторону, а хвостовая в левую сторону, что обеспечивало сквозной доступ в грузовой отсек. В грузовом отсеке были установлены скобы для швартовки грузов. Десантники размещались на бортовых сидениях. Расчётное число десантников 35 — 37 человек.
Впереди над грузовым отсеком располагалась кабина экипажа. Экипаж два человека. Кабина была смещена влево для улучшения обзора при посадке. Доступ в кабину был возможен как из грузового отсека, так и снаружи. При аварийном покидании планера, в полёте, входные двери сбрасывались. Выступающая пилотская кабина снижала аэродинамическое качество планера, но обеспечивало удобство погрузочно-разгрузочных работ и безопасность экипажа при столкновении с наземными препятствиями.
Крыло — однолонжеронное состоит из средней части и консолей. Средняя часть имела прямоугольную форму в плане, а консоли трапециевидную. Каждая консоль крепилась к фюзеляжу в двух точках и поддерживалась подкосом и контрподкосом. Продольный силовой набор — лонжерон сваренный из стальных труб, стенка лонжерона склепывалась из дюралюминиевых уголков и листов, и стрингера. Поперечный силовой набор — 32 нервюры ферменной конструкции, склепанные из дюралюминиевых профилей. Обшивка металлическая переменной толщины.
Механизация крыла — две секции щелевых закрылков и две секции элеронов. Элероны и закрылки имели металлический каркас и полотняную обшивку. На внутренней секции левого элерона устанавливался триммер. На верхней поверхности крыла устанавливались пластинчатые интерцепторы.
Хвостовое оперение — однокилевое, классической схемы. Стабилизатор состоит из двух консолей, которые крепятся в нижней части киля. Для обеспечения жесткости стабилизатор соединен дополнительно расчалками с килем и фюзеляжем. Конструкция стабилизатора, киля, рулей высоты и направления схожа — металический каркас и полотняная обшивка. Рули высоты и руль направления снабжены триммерами.
Шасси — посадочное устройство планера состоит из трехколёсного шасси с носовым колесом и посадочных лыж. Основные стойки имели тормозные колеса. Носовая стойка самоориентирующаяся. Колеса на всех стойках одинарные. Амортизация стоек воздушно-масляная. Две посадочные лыжи с резиновой пластинчатой амортизацией были размещены на днище фюзеляжа в районе крепления основных стоек. Лыжи многослойные выклеены из дерева разных пород. На днище хвостовой части фюзеляжа была установлена металлическая защитная дуга. В случае посадки планера на лыжи, воздух из амортизаторов выпускался, колеса приподнимались, и полозья лыж входили в контакт с землей. Также поступали и при проведении погрузочно-разгрузочных работ для уменьшения высоты пола над землей.
Управление — управление планером состоит из штурвалов и педалей. Проводка управления мягкая тросовая. Все рули снабжены триммерами. Выпуск и уборка закрылков производится от бортовой воздушной системы. От воздушной системы производилось управление амортизаторами и тормозами шасси. Управление интерцепторами — механическое тросовое.
Оборудование и системы планера — входит воздушная и электрическая системы и пилотажно-навигационный комплекс, включающий самые необходимые приборы: указатель крена и скольжения, высотомер, указатель скорости, вариометр, часы и магнитный компас. Локационная система «Стриж» позволяла определять положение буксировщика в условиях плохой видимости. Самолётное переговорное устройство обеспечивало связь экипажа с командиром десанта и с экипажем самолета-буксировщика. Радиостанция обеспечивала связь в радиусе 140 — 150 км при высоте полета 1 000 метров. Электрическая система запитывала связное оборудование, освещение пилотской и грузовой кабин, аэронавигационные огни и посадочную фару и состояла из аккумулятора и электрогенератора. Воздушная система имела два сферических баллона емкостью по 22 литра.

### Технические характеристики
- Экипаж: 2 человека, 27 (максимально — 35) десантников
- Длина: 18,44 м
- Размах крыла: 26,17 м
- Высота: 7,20 м
- Площадь крыла: 83,30 м²
- Профиль крыла:
- Масса пустого: 3082 кг
- Масса снаряженного: 6750 кг
- Нормальная взлетная масса: кг
- Максимальная взлетная масса: кг
- Двигатель нет